# Belcher’s Bar
Belcher’s Bar – wieś w Anglii, w hrabstwie Leicestershire. Leży 18 km na zachód od miasta Leicester i 155 km na północny zachód od Londynu.